# 安诺斯·克里斯蒂安森
安诺斯·克里斯蒂安森（丹麥語：Anders Christiansen，1990年6月8日—），丹麦男子足球运动员，司职中场。他曾代表丹麦国家队参加2020年欧洲足球锦标赛，结果队伍止步半决赛。